# I Think We're Alone Now
«I Think We're Alone Now» (en español, «Creo que estamos solos ahora») es una canción del grupo de rock estadounidense Tommy James and the Shondells. El tema fue lanzado el 5 de enero de 1967 a través del sello discográfico Roulette Records, como el primer sencillo del tercer álbum de estudio de grupo con el que comparte nombre. La composición de la canción estuvo a cargo de Ritchie Cordell y Bo Gentry, al igual que Cordell se encargó también de la producción. «I Think We're Alone Now» fue un gran éxito estadounidense del grupo en 1967, logrando alcanzar el número 4 en el listado Billboard Hot 100. La canción ha tenido varias versiones por otros artistas. La grabación de Tiffany a fines de 1987 alcanzó el número 1 en las listas de varios países, incluidos Canadá, Estados Unidos, Nueva Zelanda y Reino Unido. También se han registrado otras versiones, incluidas las de The Rubinoos (número 45 en Estados Unidos en 1977) y Girls Aloud (número 4 en Reino Unido en 2006).
«I Think We're Alone Now» es una canción de gran éxito para el grupo Tommy James and the Shondells en 1967, lograron alcanzar el número 4 en la lista Billboard Hot 100 durante una estancia de 17 semanas. La canción fue producida por Ritchie Cordell y Bo Gentry. Cordell escribió o coescribió muchas canciones para la agrupación, incluido el sencillo «Mirage» y su lado B «Run, Run, Baby, Run» y «Mony Mony» en 1968. El crítico de rock Lester Bangs llamó al sencillo "el bubblegum apotheosis"..
«I Think We're Alone Now» se destaca como una de las grabaciones más exitosas de la agrupación. Apareció en la película de terror Mother's Day (1980) y en la película de terror y ciencia ficción, 10 Cloverfield Lane (2016).

### Contenido lírico
Las letras de la canción en sí hablan de la prohibición de los padres, especialmente contra las actividades sexuales, y hacen que tanto el narrador como la persona a la que se dirige se dirija a "tratar de escapar en la noche" para evitar, evadir o desafiar dicha prohibición.

## Posicionamiento en listas

### Listas semanales
| Lista (1967–68)                    | Mejor posición |
| ---------------------------------- | -------------- |
| Canadá (RPM 100)                   | 1              |
| Estados Unidos (Billboard Hot 100) | 4              |
| Estados Unidos (Cashbox Top 100)   | 1              |
| Nueva Zelanda (Listener)           | 7              |
| Sudáfrica (Springbok)              | 8              |

### Listas de fin de año
| Lista (1967)                       | Posición |
| ---------------------------------- | -------- |
| Canadá (RPM 100)                   | 26       |
| Estados Unidos (Billboard Hot 100) | 12       |
| Estados Unidos (Cashbox Top 100)   | 12       |

## Versión de Tiffany
«I Think We're Alone Now» es una canción de la cantante estadounidense Tiffany. La canción fue lanzada el 7 de julio de 1987 a través del sello MCA Records como segundo sencillo de su álbum de estudio debut Tiffany (1987).[cita requerida]

### Antecedentes

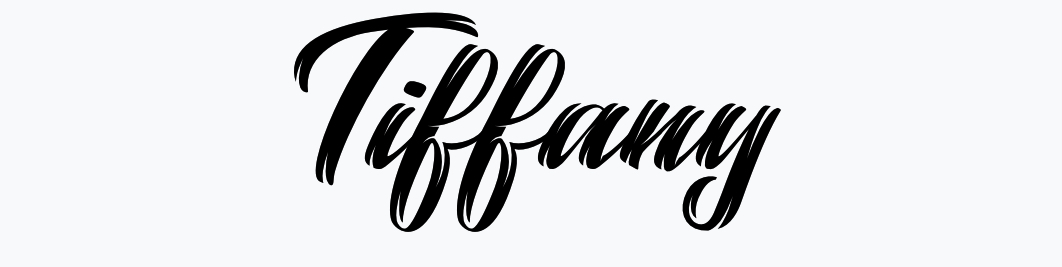
«I Think We’re Alone Now» es el primer sencillo del álbum Tiffany (1987)

«I Think We're Alone Now» se popularizó cuando la cantante pop estadounidense Tiffany cubrió la canción de su álbum de estudio homónimo, que se lanzó en 1987 en el sello MCA Records. Cuando George Tobin, el mánager y productor de Tiffany, le dio En el casete de la versión original de Tommy James y los Shondell, Tiffany odiaba la idea de grabar una versión propia para su álbum, principalmente porque pensaba que la canción no era ni lo suficientemente moderna ni lo suficientemente buena.
La versión de Tiffany se menciona en la canción del grupo alternativo de Weezer «Heart Songs» en el Red Album 2008 de la banda. Weezer se refirió incorrectamente a que fue interpretado por Debbie Gibson, quien interpretó un estilo similar de música pop y fue popular durante el mismo tiempo que Tiffany. Rivers Cuomo admitió que notó el error al escribir la canción, pero la dejó en la canción terminada.
Esta canción también la podemos apreciar por la serie televisiva The Umbrella Academy; aparece cuando los Hargreeves de pequeños están solos, lejos de las prohibiciones de Sir Reginald Hargreeves.